# Zeuctoboarmia lemairei
Zeuctoboarmia lemairei är en fjärilsart som beskrevs av Claude Herbulot 1981. Zeuctoboarmia lemairei ingår i släktet Zeuctoboarmia och familjen mätare. Inga underarter finns listade i Catalogue of Life.